# ناصر عبداللهی
ناصر عبداللهی (۱۰ دی ۱۳۴۹ – ۲۹ آذر ۱۳۸۵) خواننده، آهنگساز، تنظیم‌کننده، نوازنده و ترانه‌سرای ایرانی بود که در آغاز با ترانهٔ «ناصریا» به شهرت رسید.

## زندگی
ناصر عبداللهی ۱۰ دیِ ۱۳۴۹ در محلّهٔ سیدکاملِ بندرعباس زاده شد. پدرش عبدالرحمن عبداللهی کارگر بازنشسته بود و مادرش مهرنگار بندری نیایی خانه‌دار بود. از ۱۳ سالگی به موسیقی علاقه‌مند شد. فعالیت‌های هنری خود را از سال‌های نوجوانی در صدا و سیما و حوزه هنری سازمان تبلیغات اسلامی استان هرمزگان آغاز کرد.
وی کار حرفه‌ای را به‌طور جدی از سال ۱۳۷۴ آغاز کرد. در سال ۱۳۷۵ همراه با همسرش به تهران آمد. محمدعلی بهمنی وی را به انتشارات دارینوش معرفی کرد. پس از آن آلبوم‌های «عشق است» و «دوستت دارم» ناصر را این انتشارات ضبط و منتشر کرد. ناصر با انتشارات فوق دچار اختلافاتی شد. پس از آن آلبوم‌های «بوی شرجی» توسط انتشارات شمیم جنوب، هوای حوا و ماندگار توسط انتشارات آوای نکیسا و پس از مرگ او، آلبوم رخصت توسط انتشارات آوای مهر میهن به بازار روانه شد.

### زندگی خصوصی
او چهار برادر و یک خواهر دارد. عبداللهی در هجده سالگی با «فهیمه غفوری» اهل بندرعباس که سه سال از خودش بزرگ‌تر بود ازدواج کرد. حاصل آن سه فرزند (دو پسر و یک دختر) به نام‌های نوید، نازنین و نامی است. نینا فرزند چهارم ناصر حاصل ازدواج او با فاطمه فهیمی است. فرزند دختر او، نازنین در حال حاضر نوازنده و خواننده سبک پاپ است. او با بازخوانی چند ترانه از پدرش شهرت پیدا کرده است.

## بررسی آثار
بیشتر اشعار ترانه‌های آغازین او از سروده‌های محمدعلی بهمنی بود. در کار موسیقی به گفتهٔ خود وی تحت‌تأثیر سبک موسیقی ابراهیم منصفی بود، طوری‌که در سال‌های آغازین کار هنری ترانه‌های منصفی را بازخوانی می‌کرد.
ترانه‌های مورد انتخاب وی در آلبوم‌هایش بیشتر دارای مفاهیم اجتماعی و حماسی (مانند ترانه‌های «یادم باشد»، «کودکان خیابانی»، «سربلند» و «شیوهٔ ما»)، مذهبی (مانند ترانه‌های «مهر علی و زهرا»، «احمد ثانی»، «یا فاطمه» و «مهر دلبر») و عاشقانه (مانند ترانه‌های «تو ای عشق»، «ماه من»، «بهت نگفتم» و «راز») بودند.
از این موارد می‌توان به نمونه‌های زیر اشاره نمود:
- اجتماعی: ترانهٔ «یادم باشد» (از آلبوم «دوستت دارم»، شعر از مجتبی کاظمی، دکلمه از پرویز پرستویی)

یادم باشد حرفی نزنم که به کسی بر بخورد
نگاهی نکنم که دلِ کسی بلرزد
راهی نروم که بی راه باشد
خطی ننویسم که آزار دهد کسی را
یادم باشد که روز و روزگار خوش است
همه چیز روبه راه و بر وفق مراد است و خوب
تنها دلِ ما، دل نیست
- حماسی: ترانهٔ «شیوهٔ ما» (از آلبوم «عشق است»، شعر از محمدعلی بهمنی)

نتوان گفت که این قافله وامی‌ماند، خسته و خُفته از این خیل جدا می‌ماند
این رَهی نیست که از خاطره‌اش یاد کنی، این سفر هم‌رَهِ تاریخ به‌جا می‌ماند
دانه و دام در این راه فراوان اما، مرغِ دل سیر زِ هر دام رها می‌ماند
می‌رسیم آخر و افسانه واماندنِ ما، همچو داغی به دلِ حادثه‌ها می‌ماند
بی‌صداتر زِ سکوتیم، ولی گاهِ خروش، نعره ماست که در گوشِ شما می‌ماند
بِروید ای دلتان نیمه که در شیوهٔ ما، مرد با هر چه سِتم، هر چه بلا می‌ماند
- مذهبی: ترانهٔ «مهر دلبر» (از آلبوم «هوای حوا»، شعر از حکیم سنایی)

کار عاقل نیست در دل مهر دلبر داشتن، جان نگین مُهر مِهر شاخِ بی‌بَر داشتن
از پی سنگین دل نامهربانی روز و شب، بر رخ چون زر نثار گنج گوهر داشتن
چون نگردی گرد معشوقی که روز وصل تو، بر تو زیبد شمع مجلس مهر انور داشتن
یوسف مصری نشسته با تو اندر انجمن، زشت باشد چشم را در نقش آزر داشتن
احمد مرسل نشسته کی روا دارد خرد، دل اسیر سیرت بوجهل کافر داشتن
من سلامت خانهٔ نوح نبی بنمایمت، تا توانی خویشتن را ایمن از شر داشتن
تا سلیمان وار باشد حیدر اندر صدر ملک، زشت باشد دیو را بر تارُک افسر داشتن
- عاشقانه: ترانهٔ «راز» (از آلبوم «ماندگار»، شعر از نیلوفر لاری پور)

یه زخم کهنه روی بالم، یه آسمون که چشم به رام نیست؛ به غیر واژهٔ غریبی، چیزی توی ترانه هام نیست
حتی یه آینه پیش روم نیست، که اسممو یادم بیاره؛ تنهاترین مسافر شب، تو خلوتم پا نمی ذاره
ازم نخواه با تو بمونم! تو هیچی از من نمی دونی!؛ اگه بگم راز دلم رو، تو هم کنارم نمی مونی…
دل من از نژاد عشقه، از تو و از ترانه لبریز؛ یه دنیا غم توی صدامه، مث سکوت تلخ پاییز
من یه پرندهٔ غریبم، من از نژاد آسمونم؛ میون این همه ستاره، من یه شهاب بی نشونم

## ناصریا

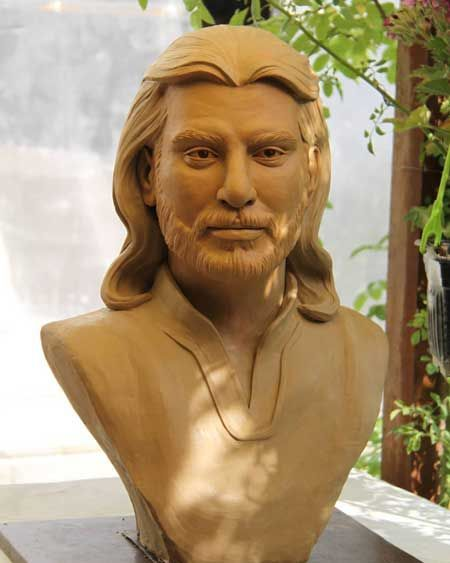
سردیس ناصر عبداللهی در پارک بندرعباس

پس از ارائه ترانه ناصریا منتقدان عبداللهی گفتند که این کاری اسپانیایی است و از نغمه‌های جیپسی کینگز برگرفته شده است. اما وی معتقد بود که چنین نیست و این کار وزن و آهنگ عربی دارد، آهنگی که بارها با سازهای دیگری نظیر عود (ساز)، دهل، و دف نواخته شده‌بود. اما با گیتار خیر، و عبداللهی این کار را انجام داد.
نغمهٔ ترانهٔ ناصریا سال ۱۳۷۶ ساخته شد. شعر این آهنگ به گویش بندری است و به گفته عبداللهی هدف از ساخت آن اعتراض بر ضد ستم در جهان و نیز همدردی با ستمدیدگان جهان بوده است. بر اساس متن شعر ناصریا اگر کسی قصد یاری ستم دیده‌ای را داشته‌باشد پس از تحمل سختی بسیار و دشواری‌های این راه، در پایان پیروز خواهد شد.

## درگذشت

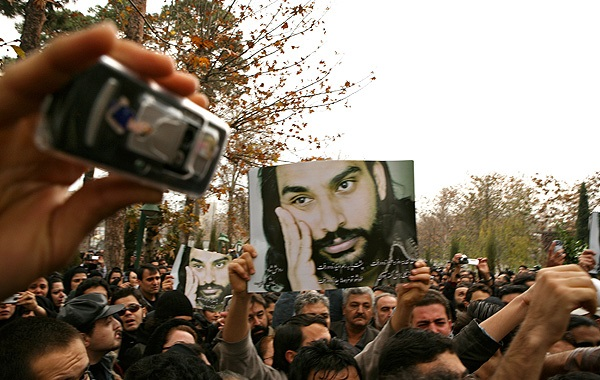
تشییع پیکر ناصر عبداللهی

در ۳ آذر ۱۳۸۵ خورشیدی ناصر عبداللهی به دلایل نامشخصی بی‌هوش شد. به گفتهٔ همسر او، ناصر در روز حادثه توسط افراد ناشناسی مضروب شده بود و از ناحیۀ سر دچار خون‌ریزی بود. به همسر وی اجازۀ پیگیری قانونی داده نشد. علت مرگ وی هنوز ناشناخته، و در دست پیگیری است. محمدعلی بهمنی، بعدها در مصاحبه‌ای به تاریخ فروردین ۱۴۰۳ فاش کرد که چند نفر از آشنایان ناصر او را با خود به بهانهٔ شنا به محلی در بندرعباس بردند و آن‌جا مضروبش کردند و همین ضربات عامل فوت او شد.
او آن زمان در بندرعباس بود و سپس وی را برای درمان تخصصی به تهران منتقل کردند. عبداللهی پس از آنکه ۲۶ روز را در کما سپری کرد سرانجام در روز چهارشنبه ۲۹ آذر و در ۳۶ سالگی در بیمارستان هاشمی‌نژاد تهران درگذشت. پیکر وی به زادگاهش در بندرعباس منتقل شد و در قطعۀ مفاخر آرامستان قدیم (بهشت زهرا) واقع در کیلومتر ۷ جادۀ بندرعباس به میناب به خاک سپرده شد.

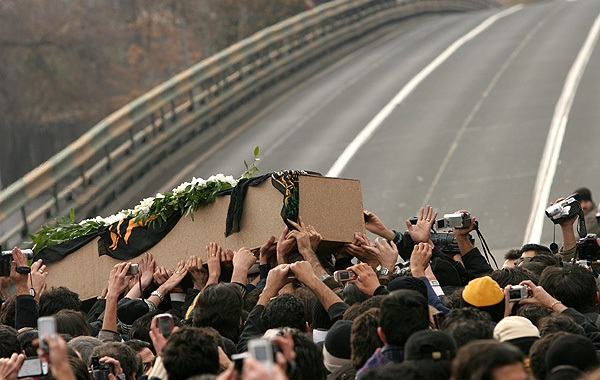
تشییع پیکر ناصر عبداللهی

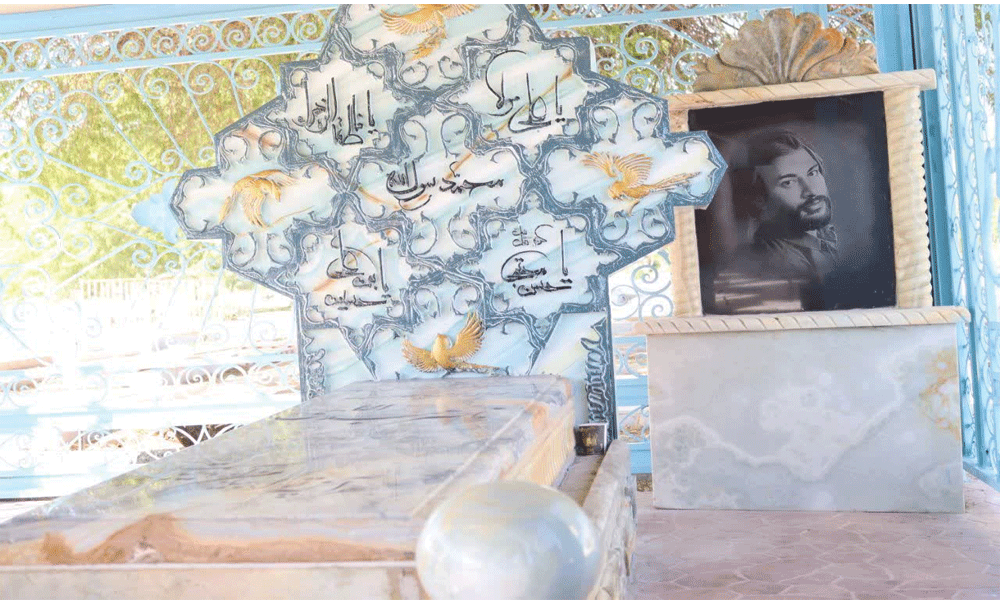
مزار ناصر عبداللهی در بندرعباس

## آلبوم‌ها
- حکم طاعت
- گَنوغ (گنوغ به گویش بندرعباسی یعنی: دیوانه)
- شاهد ناصر
- محمد جان
- در پی خدا
- صبوح القدوس
- عیدانه
- عشق است (به همراه پرویز پرستویی و محمد علی بهمنی) ۱۳۷۸
- دوستت دارم (به همراه پرویز پرستویی) ۱۳۷۹
- بوی شرجی ۱۳۸۱
- هوای حوا ۱۳۸۲
- ماندگار ۱۳۸۵
- رخصت ۱۳۹۰

### حکم طاعت
| نام ترانه       | ترانه‌سرا | آهنگساز | تنظیم |
| --------------- | -------- | ------- | ----- |
| حکم طاعت        |          |         |       |
| انسان غافل      |          |         |       |
| یاد خدا         |          |         |       |
| خداوند بخشنده   |          |         |       |
| فصل ایمان سوختن |          |         |       |

- گنوغ

| نام ترانه        | ترانه‌سرا | آهنگساز | تنظیم |
| ---------------- | -------- | ------- | ----- |
| دلکمه            |          |         |       |
| گنوغ             |          |         |       |
| خداوند عیسی      |          |         |       |
| قدرت بیش از تصور |          |         |       |
| دمو گنوغ         |          |         |       |
| حصار             |          |         |       |
| کاشکی            |          |         |       |
| غصه              |          |         |       |

- شاهد ناصر

| نام ترانه   | ترانه‌سرا | آهنگساز | تنظیم |
| ----------- | -------- | ------- | ----- |
| شاهد ناصر   |          |         |       |
| داد از دل   |          |         |       |
| حمد و ثنا   |          |         |       |
| راه نور     |          |         |       |
| بهترین دوست |          |         |       |
| ساعت مهتاب  |          |         |       |

- محمد جان

| نام ترانه   | ترانه‌سرا | آهنگساز | تنظیم |
| ----------- | -------- | ------- | ----- |
| محمد جان    |          |         |       |
| قیامت       |          |         |       |
| اشتیاق      |          |         |       |
| یا حق       |          |         |       |
| سر سویدا    |          |         |       |
| شگفت سرنوشت |          |         |       |

- در پی خدا

| نام ترانه             | ترانه‌سرا      | آهنگساز       | تنظیم         |
| --------------------- | ------------- | ------------- | ------------- |
| در پی خدا             | ناصر عبداللهی | ناصر عبداللهی | ناصر عبداللهی |
| زنگ شتر               |               |               |               |
| بهترین سر آغاز        |               |               |               |
| آهنگ بی کلام محمد جان |               |               |               |
| ارزش انسان            |               |               |               |
| یاد خدا               |               |               |               |
| موزیک بی‌کلام          |               |               |               |

- سبّوح القدوس

| نام ترانه        | ترانه‌سرا | آهنگساز | تنظیم |
| ---------------- | -------- | ------- | ----- |
| سبّوح القدوس      |          |         |       |
| الله اکبر        |          |         |       |
| بی کلام محمد (ص) |          |         |       |
| دلباخته          |          |         |       |
| بارون وفا        |          |         |       |
| محبت             |          |         |       |

- عیدانهآلبوم عیدانه

| نام ترانه                     | ترانه‌سرا     | آهنگساز         | تنظیم           |
| ----------------------------- | ------------ | --------------- | --------------- |
| صدای بارون                    | سیامک آقایی  | محمدرضا چراغعلی | محمدرضا چراغعلی |
| بِی تُم ته وِیت                  | محلّی جنوبی   | محلّی جنوبی      | بهنام ابطحی     |
| نارِد زِ یادُم                   |              |                 |                 |
| مادرِ پیر                      | پریش شهرضایی |                 |                 |
| مهمانی                        |              |                 |                 |
| گل خاکسترین                   |              |                 |                 |
| نارِد زه یادُم (به همراه گیتار) |              |                 |                 |
| نور عشقِت                      |              |                 |                 |
| دکلمه                         |              |                 |                 |

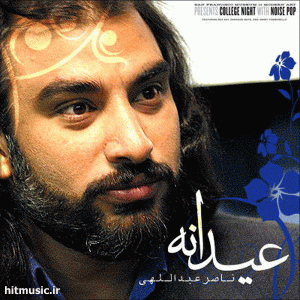
آلبوم عیدانه

- عشق است (همراه با پرویز پرستویی و محمدعلی بهمنی) - ۱۳۷۸

| نام ترانه     | ترانه‌سرا      | آهنگساز         | تنظیم           |
| ------------- | ------------- | --------------- | --------------- |
| عشق است       | محمدعلی بهمنی |                 |                 |
| طعنهٔ ناشنیده  | محمدعلی بهمنی | ناصر عبداللهی   | شادمهر عقیلی    |
| زیباست آزادی  | محمدعلی بهمنی |                 |                 |
| تو ای عشق     | محمدعلی بهمنی | ناصر عبداللهی   | شادمهر عقیلی    |
| پیرم اما      | محمدعلی بهمنی |                 |                 |
| تلخ و شیرین   | محمدعلی بهمنی | ناصر عبداللهی   | محمدرضا چراغعلی |
| عطر حضور شما  | محمدعلی بهمنی |                 |                 |
| ابر و آفتاب   | محمدعلی بهمنی | ناصر عبداللهی   | بهنام ابطحی     |
| رنگ سال گذشته | محمدعلی بهمنی |                 |                 |
| تنهایی        | محمدعلی بهمنی |                 |                 |
| شیوه ما       | محمدعلی بهمنی | ناصر عبداللهی   | محمدرضا عقیلی   |
| هنوز زنده ام  | محمدعلی بهمنی |                 |                 |
| همیشه         | محمدعلی بهمنی |                 |                 |
| ماه من        | محمدعلی بهمنی | ناصر عبداللهی   | محمدرضا چراغعلی |
| دلم خوش است   | محمدعلی بهمنی |                 |                 |
| نامهربانی     | محمدعلی بهمنی | محمدرضا چراغعلی | محمدرضا چراغعلی |

دوستت دارم (همراه با پرویز پرستویی) - ۱۳۷۹

آلبوم دوستت دارم

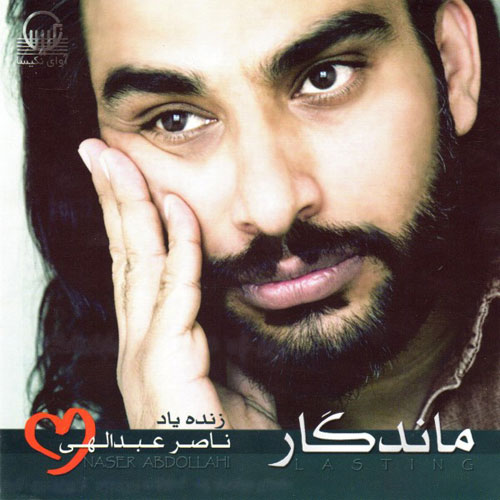
آلبوم ماندگار

| نام ترانه        | ترانه‌سرا                 | آهنگساز       | تنظیم         |
| ---------------- | ------------------------ | ------------- | ------------- |
| ضیافت            | یغما گلرویی              | ناصر عبداللهی | بهنام ابطحی   |
| مثل ستاره        | مجتبی معظمی              |               |               |
| ناصریا           | ناصر عبداللهی            | ناصر عبداللهی | ناصر عبداللهی |
| دوستت دارم       | مجتبی معظمی              |               |               |
| یه رؤیا          | آمینه دریانورد           | ناصر عبداللهی | بهنام ابطحی   |
| ساده بگویم       | مجتبی معظمی              |               |               |
| پشت این پنجره‌ها  | نسرین جعفری              | ناصر عبداللهی | بهنام ابطحی   |
| اسم قشنگ         | مجتبی معظمی              |               |               |
| مثل روزای بارونی | محمدعلی بهمنی            | ناصر عبداللهی | بهنام ابطحی   |
| یادم باشد        | مجتبی معظمی              |               |               |
| خدانگهدار        | یغما گلرویی              | ناصر عبداللهی | ناصر عبداللهی |
| از جنوب          | مجتبی معظمی              |               |               |
| سربلند           | قیصر امین پور            | ناصر عبداللهی | ناصر عبداللهی |
| از فاطمه         | مجتبی معظمی              |               |               |
| فاطمه بنت نبی    | علی معلم و ناصر عبداللهی | ناصر عبداللهی | ناصر عبداللهی |

- بوی شرجی - ۱۳۸۱

| نام ترانه            | ترانه‌سرا        | آهنگساز       | تنظیم         |
| -------------------- | --------------- | ------------- | ------------- |
| (Intro (Naaz Tekeh   | ناصر عبداللهی   | ناصر عبداللهی | ناصر عبداللهی |
| نازت که              | ناصر عبداللهی   | ناصر عبداللهی | ناصر عبداللهی |
| تو رفتی              | رضا عبداللهی    | ناصر عبداللهی | ناصر عبداللهی |
| زُلفِ رَها              | یوسفعلی میرشکاک | مهرداد نصرتی  | ناصر عبداللهی |
| بهانه                | اهورا ایمان     | ناصر عبداللهی | ناصر عبداللهی |
| احمد ثانی            | ناصر عبداللهی   | ناصر عبداللهی | ناصر عبداللهی |
| (Intro (Booye Sharji |                 |               |               |
| بوی شرجی             | اهورا ایمان     | ناصر عبداللهی | ناصر عبداللهی |
| غصه                  | محمدعلی قوی دل  | علی علوی      | ناصر عبداللهی |
| اشک طوفان زا         | رشید قاسمی سراب | ناصر عبداللهی | ناصر عبداللهی |
| نقش جمال             | ناصر عبداللهی   | ناصر عبداللهی | ناصر عبداللهی |
| (Music (Naaz Tekeh   |                 |               |               |

- هوای حوا - ۱۳۸۲

| نام ترانه        | ترانه‌سرا                | آهنگساز                   | تنظیم         |
| ---------------- | ----------------------- | ------------------------- | ------------- |
| هوای حوا         | محمدعلی بهمنی           | فرزاد فرومند              | فرزاد فرومند  |
| عاشق بودم        | محلی (جنوبی)            | محلی (جنوبی)              | بهنام ابطحی   |
| حکمت             | پیام هوشمند             | شهرام فرشید               | میثم مروستی   |
| بی همتا          | مهدی کریمی              | مهرداد نصرتی              | بهنام ابطحی   |
| یکی از همین روزا | اهورا ایمان             | ناصر عبداللهی             | بهنام ابطحی   |
| کودک خیابانی     | ابراهیم اسماعیلی        | فرزاد فرومند              | فرزاد فرومند  |
| صدای پا          | اهورا ایمان             | ناصر عبداللهی             | بهنام ابطحی   |
| ندیم اطلسیها     | اهورا ایمان             | ناصر عبداللهی             | ناصر عبداللهی |
| مِهر دلبر         | سنایی                   | ناصر عبداللهی             | بهنام ابطحی   |
| بندر عباسی       | فاطمه رضایی و صالح آتون | صالح آتون و ناصر عبداللهی | بهنام ابطحی   |

- ماندگار - ۱۳۸۵آلبوم ماندگار

| نام ترانه      | ترانه‌سرا       | آهنگساز         | تنظیم           |
| -------------- | -------------- | --------------- | --------------- |
| منو ببخش       | فرید احمدی     | بنیامین بهادری  | نیما وارسته     |
| یَمبو صحنَه      | محلی           | ناصر عبداللهی   | ناصر عبداللهی   |
| تنها           | جواد شریف‌پور   | فرزاد فرومند    | فرزاد فرومند    |
| فصل بهار       | حسن کریمی      | حسن کریمی       | بهنام ابطحی     |
| بهت نگفتم      | شایا تجلی      | فرزاد فرومند    | فرزاد فرومند    |
| خونه           | مهدی محتشم صفا | مهرداد نصرتی    | مهرداد نصرتی    |
| راز            | نیلوفر لاری‌پور | مهرداد نصرتی    | مهرداد نصرتی    |
| دلتنگ          | ساناز صفایی    | محمدرضا چراغعلی | محمدرضا چراغعلی |
| مهر علی و زهرا | فرزاد حسنی     | مهرداد نصرتی    | مهرداد نصرتی    |
| بی کلام        |                |                 |                 |

- رخصت - ۱۳۹۰

| نام ترانه          | ترانه‌سرا      | آهنگساز      | تنظیم        |
| ------------------ | ------------- | ------------ | ------------ |
| راز مبهم           | حسن علی شیری  | مهدی عندلیبی | مهدی عندلیبی |
| پنجره              | داوود لطف‌الله | مهدی عندلیبی | مهدی عندلیبی |
| رخصت               | حسن علی شیری  | مهدی عندلیبی | مهدی عندلیبی |
| دیوار حاشا (دکلمه) | محمدعلی بهمنی | مهدی عندلیبی | مهدی عندلیبی |
| دل عاشق            | داوود لطف‌الله | مهدی عندلیبی | مهدی عندلیبی |
| عشق قشمی           | ناصر عبداللهی | مهدی عندلیبی | مهدی عندلیبی |
| قصه ماه و پلنگ     | علی سپانلو    | مهدی عندلیبی | مهدی عندلیبی |
| هستی من            | داوود لطف‌الله | مهدی عندلیبی | مهدی عندلیبی |
| دمو                |               | مهدی عندلیبی | مهدی عندلیبی |
| رخصت               | حسن علی شیری  | مهدی عندلیبی | مهدی عندلیبی |
|                    |               |              |              |